# Fritz Müller (médecin)
Pour les articles homonymes, voir Fritz Müller et Müller.
Fritz (Friedrich) Müller est un médecin et un zoologue suisse, né le 8 mai 1834 à Bâle et mort le 10 mars 1895 dans cette même ville.

## Biographie
Il étudie, de 1852 à 1854, à l’université de Bâle, puis à celles de Wurtzbourg et de Prague où il obtient son titre de docteur en médecine en 1857. Après un an et demi passé à perfectionner ses connaissances à Vienne, Paris et Berlin, il revient à Bâle où il commence à exercer la médecine.
Membre actif de la communauté médicale de la ville, il participe à la création d’une société régionale de médecine en 1860 et prend peu à peu des responsabilités dans les services sanitaires de Bâle qu'il dirige en 1872.
Il commence à donner des conférences publiques de zoologie à l’université en 1868. Celles-ci deviendront plus nombreuses après 1872, suite à l’évolution de ses activités.
Il commence à travailler sur les reptiles et les amphibiens en 1875, mais également sur les crustacés et les araignées. Il est atteint d’une maladie chronique qui l’oblige à se rendre régulièrement dans les régions méditerranéennes à partir de 1873.